# Argemone munita
Argemone munita Durand & Hilg. – gatunek rośliny z rodziny makowatych (Papaveraceae Juss.). Występuje naturalnie w Stanach Zjednoczonych. 

## Rozmieszczenie geograficzne
Rośnie naturalnie w Stanach Zjednoczonych – w Kalifornii, zachodniej Arizonie, Nevadzie, zachodnim Utah oraz południowo-wschodnim Idaho, a według innych źródeł także w Oregonie. 

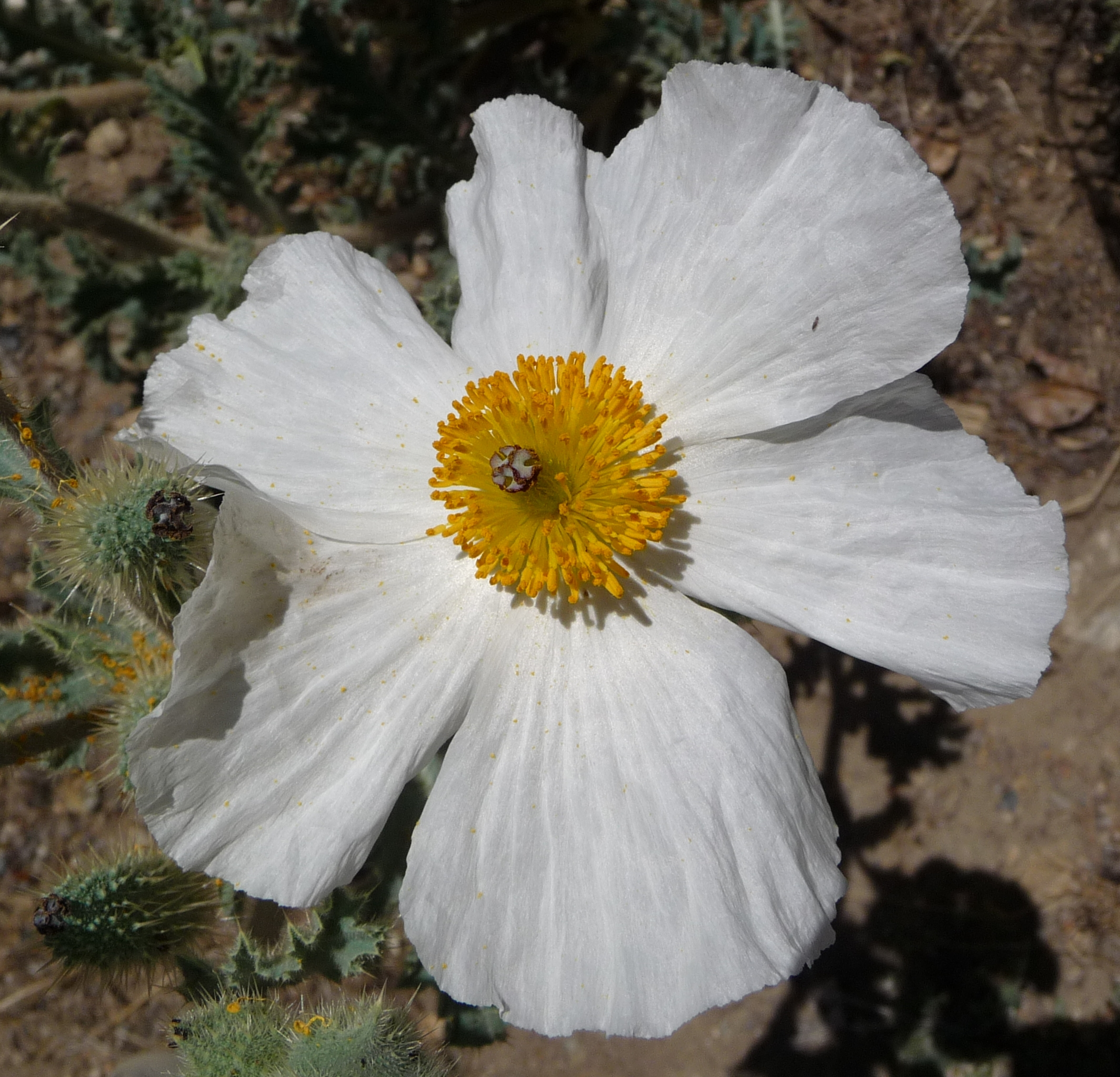
Kwiat

## Morfologia
PokrójRoślina jednoroczna lub bylina dorastająca do 40–160 cm wysokości. Łodyga jest mniej lub bardziej kolczasta.
LiścieSą pierzasto-klapowane, kolczaste.
KwiatyPłatki mają białą barwę i osiągają do 25–50 mm długości. Kwiaty mają 150–250 wolnych pręcików o żółtych nitkach. Zalążnia zawiera od 3 do 5 owocolistków.
OwoceTorebki o kształcie od jajowatego do elipsoidalnego. Są pokryte kolcami. Osiągają 35–55 mm długości i 9–15 mm szerokości.

## Biologia i ekologia
Rośnie na suchych łąkach, skalistych stokach oraz na suchych otwartych przestrzeniach z ekspozycją na słońce. Występuje na wysokości do 2500 m n.p.m.

## Zmienność
W obrębie tego gatunku oprócz podgatunku nominatywnego wyróżniono jeden podgatunek:
- Argemone albiflora subsp. texana Ownbey

## Zastosowanie
Niektóre amerykańskie plemiona Indian (jak na przykład Kawaiisu) używają tej rośliny w leczeniu oparzeń. 

## Ochrona
Roślina w Oregonie ma status gatunku zagrożonego, a w Idaho krytycznie zagrożonego.